# The Planet Smashers
The Planet Smashers je ska punková hudební skupina pocházející z Kanady, Montréalu. Skupina se zformovala v roce 1994.

## Současní členové
- Matt Collyer (kytara, zpěv)
- Andrew Lattoni (trombón)
- Neil „Lonestar“ Johnson (Tenorsaxofon)
- Dave Cooper (basová kytara)
- Fred Breton (bicí)

## Diskografie
- Unstoppable (2005)
- TEN (2004) (DVD)
- Mighty (2003)
- No Self Control (2001)
- Life of the Party (1999)
- Attack of The Planet Smashers (1997)
- Inflate to 45 RPM (1995)
- The Planet Smashers (1995)
- Meet The Planet Smashers (1994) (demo)